# Adriano Mariuz
Adriano Mariuz (Castelfranco Veneto, 18 settembre 1938 – Castelfranco Veneto, 11 dicembre 2003) è stato uno storico dell'arte italiano.
Specialista di pittura veneta del Settecento, insegnò all'Università di Padova e a quella di Udine.

## Biografia

### Carriera accademica
Allievo di Rodolfo Pallucchini, con il quale discusse la sua tesi su Giandomenico Tiepolo, condusse all'Università di Padova i primi passi della carriera accademica, prima come assistente, quindi come professore associato di Storia dell'arte veneta. Nel 1988 divenne professore ordinario per la cattedra di Storia dell'Arte Moderna: insegnò tre anni all'Università di Udine e poi di nuovo a Padova.

### L'attività di studio
Pur avendo appreso dal maestro la formidabile connoisseurship, che applicò soprattutto al campo della pittura veneta del Settecento, Mariuz elaborò una metodologia di studio e una tecnica di scrittura di estrema indipendenza rispetto all'esempio di Pallucchini, che, cogliendo l'autonomia della sua personalità e del suo approccio alla disciplina, era solito presentare l'allievo come “un poeta”. I suoi primissimi interessi si rivolsero alla pittura del Cinquecento, e, in particolare, al concittadino Giorgione, del quale indagò, in un saggio giovanile (1966), il fregio di Castelfranco, tutto costruito su una rigorosa interpretazione iconologica. Ma fu con la tesi di laurea su Giandomenico Tiepolo, poi confluita nella monografia pubblicata nel 1971, che Mariuz diede un'impronta decisiva alla propria attività di storico dell'arte e di scrittore. Il saggio che precede il catalogo ragionato dei dipinti può essere a buona ragione considerato fondamentale per la rivalutazione della pittura veneta del Settecento, in parallelo con gli studi portati avanti, sul versante inglese, da Michael Levey, volti a superare i pregiudizi di vacuità e ipocrisia rivolti alla pittura tiepolesca. Mariuz giunge a dare fisionomia autonoma e personale al figlio di Giambattista Tiepolo, riconoscendo in taluni esempi della sua produzione – ad esempio gli affreschi della villa di Zianigo ora a Ca' Rezzonico a Venezia – alcuni dei momenti chiave dell'arte europea del Settecento. Successivamente, lo studioso si dedicò a un altro grande maestro dell'arte veneziana del XVIII secolo, Giambattista Piazzetta, redigendo la monografia – tuttora l'unico e più affidabile strumento di studio sull'artista – per i “Classici dell'Arte” Rizzoli (1982) cogliendo la ricchezza espressiva di un artista introspettivo e malinconico. Tra 1985 e 1988 si succedono, insieme a Giuseppe Pavanello, le importanti integrazioni, apparse su "Arte Veneta", al catalogo pittorico di Giambattista Tiepolo: la restituzione degli affreschi di villa Baglioni a Massanzago, l'identificazione dell'affresco con l'Assunta nella chiesa di Biadene. A partire dagli anni novanta, lo studioso si dedicherà a importanti saggi di sintesi, punti di riferimento negli studi sul Settecento veneto: il profilo monografico su Giambattista Tiepolo, contenuto nel catalogo della mostra  The Glory of Venice. Art in Eighteenth Century (London-Washington, 1994-1995); il testo sulla pittura veneziana del Settecento contenuto in Storia di Venezia (Roma 1995); il saggio d'apertura del catalogo della mostra su Giambattista Tiepolo (Venezia-New York 1996), per le celebrazioni dei trecento anni dalla nascita del pittore veneziano, in cui, ripercorrendo le vicende critiche del "vero mago della pittura", di fatto pone fine al lungo processo di rivalutazione critica del maestro in età moderna.  L'interesse per l'arte di Tiepolo accompagnerà Mariuz per tutta la sua attività scientifica, sino allo studio, uscito postumo, dedicato agli affreschi di palazzo Labia a Venezia (Le storie di Antonio e Cleopatra. Giambattista Tiepolo e Girolamo Mengozzi Colonna a Palazzo Labia, Venezia 2004) e all'ideazione della mostra 'Tiepolo. Ironia e comico (Venezia, Fondazione Giorgio Cini, 2004). Tutti gli scritti dedicati ai due Tiepolo sono stati raccolti recentemente nel volume Tiepolo (Verona 2008). Gli ultimi anni di lavoro furono indirizzati anche a recuperare i primitivi interessi per la pittura del Cinquecento: ecco dunque l'intervento al Seminario di Arte Veneta a cura dell'Ecole du Louvre, dedicato a Giorgione pittore di affreschi (2004); il saggio su Il paesaggio veneto del Cinquecento in La pittura di paesaggio in Italia. Il Seicento (Milano 2004), testi raccolti ora nel volume miscellaneo Da Giorgione a Canova (Verona, 2012).

### La scrittura
Oltre all'acribia filologica e all'esattezza delle attribuzioni, tanto che sono notevoli gli arricchimenti che, in termini puramente numerici, si devono allo studioso per quanto concerne la pittura veneziana del Settecento, l'attività di Adriano Mariuz si caratterizza per una straordinaria qualità di scrittura e l'acuta penetrazione critica. La singolarità dei testi di Mariuz, nel contesto della storia dell'arte italiana di quegli anni, assai influenzata ancora dalla prosa di Roberto Longhi, sono stati ad esempio messi in luce da Mauro Lucco, a proposito della monografia su Giandomenico Tiepolo: "del tutto a-longhiana, e indifferente alle condanne crociane della psicologia, era l'insistenza sui dati della psiche dell'artista. Per il sistema critico dominante, sono assolute anomalie individuali espressioni come 'intermittenze degli umori personali' (quasi un calco delle proustiane 'intermittenze del cuore'), 'grafia a pulsazioni irregolare', 'l'artiglio di più oblique passioni', 'la labilità del quotidiano', 'la chiave psicologica dei mondi figurativi', che a volte affiorano rivelatrici dalla prosa elegante, di una semplicità che è frutto di lunga ed elaborata sofisticazione".

## "Premio di studio Adriano Mariuz"
A partire dal 2004 l'Istituto veneto di scienze, lettere ed arti di Venezia bandisce un premio annuale dedicato allo studioso scomparso, riservato a laureati in storia dell'arte, per un viaggio da compiere su argomenti inerenti alle loro ricerche, con particolare attenzione agli argomenti di Sei e Settecento veneto.